# Governació de Babil
La governació o muhàfadha de Babil o Babilònia —àrab: محافظة بابل, muḥāfaẓat Bābil— és una província o governació de l'Iraq. Té una superfície de 6.468 km², i una població estimada d'uns 2.000.000 d'habitants (2014). N'és la capital al-Hillah. Les ruïnes de Babilònia (Bàbil, en àrab) es troben en aquesta província i li'n donen nom.